# Giampaolo Pazzini
Giampaolo Pazzini (Pescia, 1984. augusztus 2.) olasz labdarúgó, a spanyol bajnokságban szereplő  Levante és az olasz válogatott csatára. Beceneve Il Pazzo, azaz Az Őrült.

## Pályafutása

### Atalanta
Pazzini futballista családba született, ugyanis apja és bátyja egyaránt az olasz harmadik vonalban játszott. Tehetségével hamar kitűnt, le is szerződtette az Atalanta. Itt a korosztályos csapatokban együtt játszott egyik legjobb barátjával, a szintén olasz válogatott Riccardo Montolivóval. A 2003-2004-es szezonban mutatkozott be az Atalanta felnőtt csapatában, mely ekkor a Serie B-ben szerepelt. A feljutó helyen végzett csapat tagjaként a következő szezonban a Serie A-ban 12 mérkőzésen játszva 3 gólt szerzett. Teljes mérlege az Atalantában 51 mérkőzés és 12 gól.

### Fiorentina
2005 januárjában szerződtette a Fiorentina, amely 6.5 millió eurót fizetett érte. Ugyanezen év augusztusában barátja, Montolivo is követte őt a lilákhoz. Első (fél) szezonjában 14 meccsen 3 gólt szerzett. A kezdőcsapatba kerülésért folytatott harcban azonban nem tudott az akkoriban a világ egyik legjobb befejező csatárának számító Luca Toni fölé kerekedni. A világbajnok csatár Bayernhez való távozása után, 2008-ban, azonban újabb erős vetélytársat kapott Alberto Gilardino személyében. Cesare Prandelli a Fiorentina akkori mestere a Mutu-Gilardino kettőst favorizálta, így Pazzini továbbra is kevesebb lehetőséghez jutott. Fiorentinás mérlege így is 107 mérkőzés és 25 gól, fellépéseinek igen nagy része azonban csereként beszállva történt.

### Sampdoria
2009-ben, ismét a téli átigazolási időszakban történt a következő klubváltás: a kevés játéklehetőség miatt elégedetlen Pazzinit a Sampdoria szerződtette. Az árat hivatalosan nem hozták nyilvánosságra, azonban vélhetően 9 millió euró körül lehetett. Itt máig a szurkolók emlékezetében élő csatárkettőst alkotott Antonio Cassanóval. A duó hatékonyságát mutatja, hogy egészen a negyedik helyig repítették a Sampot a 2009-2010-es szezonban, amivel jogot szereztek a legrangosabb európai kupasorozat selejtezőjében való indulásra. Pazzini azonban hiába szerzett összesen 3 gólt a Werder Bremen elleni BL-selejtező két meccsén, csapata a visszavágó hosszabbításában elszenvedett 2-3-as vereséggel búcsúzott a brémai 3-1 után. Ezt követően a csapat lejtőre került, Cassano és Pazzini januári eladása után pedig végül kiesett a Serie A-ból. Pazzini 75 meccsen 36 gólt szerzett a genovai csapat színeiben

### Internazionale
A következő váltásra, szokás szerint a téli átigazolási időszakban került sor. Az Inter 12 millió eurót plusz Jonathan Biabianyt adta a Sampdoriának Pazziniért cserébe. Első meccsén, a Palermo ellen csereként beszállva, 2-0-s hátrányból hozta vissza csapatának a meccset, két góllal és egy kiharcolt tizenegyessel járulva hozzá a 3-2-es sikerhez. Ezután zsinórban további két meccsen is gólt szerzett, jelesül a Bari és korábbi csapata, a Fiorentina ellen. Ez utóbbi ellen szerzett gól volt pályafutásának 100. találata. A szezont összesen 17 bajnoki góllal zárta, melyből 11-et az Inter, 6-ot pedig még a Sampdoria játékosaként szerzett.
A 2011-2012-es szezon nem indult túl ígéretesen Pazzini számára, mivel az új edző, Gian Piero Gasperini inkább korábbi genovai játékosát, Diego Militót és a frissen igazolt Diego Forlánt favorizálta. A korán bekövetkezett edzőváltás, és Forlán sérülése azonban megnyitotta az utat Pazzini előtt, aki élt is a lehetőséggel, és Bologna elleni bajnokin, majd a CSZKA Moszkva és a Lille elleni BL-találkozókon is fontos találatokat szerzett.

### Levante
2018 januárjában az idény hátralevő részére a Levantéhoz került kölcsönbe.

## Válogatott

### Utánpótlás-válogatottak
Pazzini minden korosztályos nemzeti csapatban megfordult U16-tól felfelé. 2003-ban az U19-es válogatott tagjaként korosztályos Európa-bajnoki címet szerzett. Az U21-es válogatottat 2004 és 2007 között erősítette, 22 mérkőzésen 5 gólt szerezve. Ezen a szinten legemlékezetesebb alakítását az új Wembley Stadion nyitómeccsén nyújtotta, ahol Olaszország U21-es csapata mérkőzött meg Anglia korosztályos válogatottjával. Már a harmincadik másodpercben bevette az angolok kapuját, és további két gólt is szerzett a mérkőzés során, amivel ő lett az új Wembley első gólszerzője és első mesterhármast elérő játékosa is.
Amikor a Milan megvette Pazzinit, kapásból kölcsönadta a Magyar NB1-ben szereplő Budapest Honvéd csapatának, ahol fél évig fog játszani. Ezután az olasz másodosztályban tölt 2 hónapot, majd feljöhet ismét a Milan-ba. Pazzini a Kispestnél a 99-es mezzel mutatkozik majd.

### Felnőttválogatott
2009. március 28-án mutatkozott be a felnőtt válogatottban, a Montenegró elleni világbajnoki selejtezőn. Első mérkőzésén azonnal meg is szerezte első gólját. A második válogatott gólra két évet kellett várni, melyet az Észtország elleni EB-selejtezőn szerzett. 2011. szeptember 6-án, Szlovénia ellen, a mérkőzés egyetlen gólját lőve döntötte el a találkozót csapata javára.

## Sikerei, díjai

### Válogatott
U19-es Európa-bajnok: 2003

### Inter
Coppa Italia győztes: 2010-2011

### Egyéni díjak
A Serie A legjobb fiatal játékosa: 2005

## Statisztikák
| Klub            | Szezon   | Bajnokság | Bajnokság | Nemzeti kupa | Nemzeti kupa | Nemzetközi kupák | Nemzetközi kupák | Összesen | Összesen |
| Klub            | Szezon   | Mérkőzés  | Gól       | Mérkőzés     | Gól          | Mérkőzés         | Gól              | Mérkőzés | Gól      |
| --------------- | -------- | --------- | --------- | ------------ | ------------ | ---------------- | ---------------- | -------- | -------- |
| Atalanta        |          |           |           |              |              |                  |                  |          |          |
| Serie B 2003-04 | 39       | 9         | -         | -            | -            | -                | 39               | 9        |          |
| Serie A 2004-05 | 12       | 3         | -         | -            | -            | -                | 12               | 3        |          |
| Összesen        | 51       | 12        | -         | -            | -            | -                | 51               | 12       |          |
| Fiorentina      |          |           |           |              |              |                  |                  |          |          |
| 2004-05         | 14       | 3         | 0         | 0            | -            | -                | 14               | 3        |          |
| 2005-06         | 27       | 5         | 0         | 0            | -            | -                | 27               | 5        |          |
| 2006-07         | 24       | 7         | 0         | 0            | -            | -                | 24               | 7        |          |
| 2007-08         | 31       | 9         | 0         | 0            | 10           | 0                | 41               | 9        |          |
| 2008-09         | 12       | 1         | 0         | 0            | 4            | 0                | 16               | 1        |          |
| Összesen        | 108      | 25        | 0         | 0            | 14           | 0                | 122              | 25       |          |
| Sampdoria       |          |           |           |              |              |                  |                  |          |          |
| 2008-09         | 19       | 11        | 4         | 4            | -            | -                | 23               | 15       |          |
| 2009-10         | 37       | 19        | 2         | 2            | -            | -                | 39               | 21       |          |
| 2010-11         | 19       | 6         | 1         | 1            | 5            | 5                | 25               | 12       |          |
| Összesen        | 75       | 36        | 7         | 7            | 5            | 5                | 87               | 48       |          |
| Internazionale  |          |           |           |              |              |                  |                  |          |          |
| 2010–11         | 17       | 11        | 3         | 0            | 0            | 0                | 20               | 11       |          |
| 2011–12         | 7        | 1         | 1         | 1            | 3            | 2                | 10               | 3        |          |
| Összesen        | 50       | 16        | 3         | 0            | 6            | 3                | 60               | 19       |          |
| AC Milan        |          |           |           |              |              |                  |                  |          |          |
| 2012–13         | 30       | 15        | 2         | 1            | 5            | 0                | 37               | 16       |          |
| Összesen        | Összesen | 314       | 104       | 29           | 19           | 30               | 8                | 374      | 131      |